# Dwayne Clemons
Dwayne Clemons (* 3. Juli 1963  in Los Angeles) ist ein US-amerikanischer Jazzmusiker (Trompete, Komposition) des Modern Jazz.

## Leben und Wirken
Clemons wuchs in Dallas, Texas auf; mit acht Jahren begann er Trompete zu spielen. Frühe Vorbilder waren Jazztrompete wie Dizzy Gillespie, Sonny Cohn, Red Garland, James Clay, Buster Smith, Marchel Ivery und Claude Johnson. Nachdem er 1985 nach New York gekommen war, arbeitete er mit Clarence Sharpe, Jonah Jones, Barry Harris und Tommy Turrentine. Daneben leitete er ein Quintett mit Josh Benko und Sacha Perry; außerdem gehörte er der Band von Charles Davis an, tourte mit Amanda Sedgwick und Freddie Redd in Skandinavien. Gegenwärtig spielt Clemons, der in Schweden und in den USA lebt, im Amanda Sedgwick Quintet. Zwischen 2010 und 2014 entstanden Aufnahmen mit Alex Hoffman (Dark Lights) und Amanda Sedgwick (Shadow and Act); ferner legte er ein Album unter eigenem Namen vor (Live at Smalls), mit Josh Benko (Alt- und Baritonsaxophon), Sacha Perry, Murray Wall, Jon Roche (Bass) und Jimmy Wormworth.